# Рутберг, Илья Григорьевич
Илья́ Григо́рьевич Ру́тберг (17 мая 1932, Ленинград, СССР — 30 октября 2014, Москва, Россия) — советский и российский актёр театра и кино, мим, театральный педагог; заслуженный деятель искусств России (2002). Кандидат искусствоведения (1983), профессор.

## Биография
Родился в Ленинграде в семье инженера-строителя Григория Борисовича Рутберга (1904—?), уроженца Винницы, и преподавателя английского языка, переводчицы Миры Ильиничны (урождённая Рабинович; 1907—?). По данным на 1935 год, отец работал в Ленинградском автомобильно-дорожном институте имени В. И. Куйбышева (ЛАДИ), семья жила на улице Плеханова, № 3, кв. 10. В 1942 году был с матерью эвакуирован в Молотов, отец с 1941 года служил начальником 67-го механизированного военно-дорожного отряда на Северо-Западном фронте, инженер-майор (военинженер 2-го ранга), награждён двумя орденами Красной Звезды (1942, 1944), орденом «Знак Почёта», медалью «За оборону Ленинграда».
В 1956 году окончил Московский энергетический институт, получив квалификацию электроэнергетика. В 1966 году окончил режиссёрский факультет Государственного института театрального искусства (курс Марии Кнебель).
Илья Рутберг — мастер пантомимы, один из основателей Студенческого театра МГУ. Основатель и заведующий единственной в мире кафедрой пантомимы и пластической культуры в Академии переподготовки работников искусства, культуры и туризма, профессор.
Исполнитель небольших ролей в фильмах «Добро пожаловать, или Посторонним вход воспрещён», «Айболит-66», «Ты — мне, я — тебе», «Безымянная звезда», «Жил-был настройщик», «Мэри Поппинс, до свидания» и других.
Автор первых в СССР монографий (1972, 1976, 1977 и 1981) и учебника по искусству пантомимы (1989, 1997), научных и популярных работ в этой области. В 1983 году в ГИТИСе защитил диссертацию кандидата искусствоведения по теме «Проблемы выявления сценического действия в пантомиме».

### Болезнь и смерть
Илья Рутберг скончался от инфаркта 30 октября 2014 года в Москве на 83-м году жизни. Прощание с актёром состоялось 3 ноября в Доме актёра. Илья Григорьевич был похоронен на Троекуровском кладбище, участок 21.

Могила Ильи Рутберга на Троекуровском кладбище

## Семья
- Жена — Ирина Николаевна Суворова (род. 1938), преподаватель в музыкальной школе по классу фортепиано.
  - Дочь — Юлия Рутберг (род. 1965), актриса, народная артистка РФ (2016).

## Фильмография
1. 1961 — Девять дней одного года — гость на свадьбе с бутылкой (нет в титрах)
2. 1961 — Совершенно серьёзно (фильм № 3 «Иностранцы») — Эдик Косой, стоматолог-стиляга
3. 1961 — Ночь без милосердия — Томас Брукс, лейтенант
4. 1962 — Без страха и упрёка — папа с маленьким сынишкой
5. 1962 — Смотрите, небо! (короткометражный) — скрипач
6. 1964 — Добро пожаловать, или Посторонним вход воспрещён — «Гусь», физрук
7. 1965 — Иностранка — гид
8. 1965 — Тридцать три — помощник Брука (нет в титрах)
9. 1966 — Айболит-66 — клоун-дирижёр
10. 1967 — Житие и вознесение Юрася Братчика — Иосия бен Раввуни, прозванный Иудой
11. 1970 — Любовь к трём апельсинам — Леандр (поёт Н. Смочевский)
12. 1972 — Нервы… Нервы… — гипнотизёр
13. 1972 — Рассказ об одном дне (короткометражный)
14. 1973 — Новые приключения Дони и Микки — «Шеф»
15. 1974 — Лев Гурыч Синичкин — Налимов, распорядитель в театре
16. 1975 — Шагреневая кожа — Пьеро
17. 1976 — Ты — мне, я — тебе — Илья Петрович Влюбчивый, начальник лаборатории
18. 1977 — Волшебный голос Джельсомино — начальник жандармерии
19. 1978 — Безымянная звезда — господин Паску
20. 1978 — Женщина, которая поёт — Михаил, руководитель танцевально-инструментального ансамбля
21. 1979 — Жил-был настройщик — дядя Ники
22. 1979 — Завтрак на траве — завхоз, постановщик пантомимы
23. 1982 — Не ждали, не гадали! — сотрудник НИИ
24. 1983 — Если верить Лопотухину — муж Аллы Константиновны, гуманоид
25. 1983 — Мэри Поппинс, до свидания (2 серия) — чиновник
26. 1984 — Отряд — хозяин тира
27. 1984 — Зерно риса (фильм-спектакль) — курьер
28. 1987 — Загадочный наследник — сотрудник эмиграционной службы (в титрах указан как И. Рудберг)
29. 1988 — Раз, два — горе не беда! — лекарь
30. 1991 — И возвращается ветер… — тапёр
31. 1993 — Макаров
32. 1993 — Пистолет с глушителем — псих-«дирижёр»
33. 1997 — Звёздная ночь в Камергерском — участник капустника МХТ
34. 1999 — Д. Д. Д. Досье детектива Дубровского (17 серия «Тень догоняет») — Мессерштих
35. 2000 — Витрина — ректор консерватории
36. 2000 — Свадьба — Ефим, тамада
37. 2000 — Шуб-баба Люба! — нежданный гость
38. 2001 — Дружная семейка (6 серия «Дело техники») — холодильный мастер
39. 2001 — Мамука
40. 2002 — Башмачник — патологоанатом
41. 2002 — Интимная жизнь Севастьяна Бахова — Севастьян Иванович Бахов
42. 2002 — Приключения мага (серия «Предсмертный гороскоп») — Марат Семёнович
43. 2003 — Есть идея
44. 2003 — На углу, у Патриарших-3 — Александр Абрамович Сулькин
45. 2003 — Чёрная метка — лечащий врач Алиева
46. 2004 — Даша Васильева. Любительница частного сыска−3, «Бассейн с крокодилами» — учитель французского
47. 2004 — На Верхней Масловке — учитель музыки
48. 2005 — Родственный обмен — Соломон Шпигель, адвокат
49. 2005 — Жизнь — поле для охоты — Коммуний (Кома), сосед убитого Шеховцева
50. 2005 — Иллюзия мечты
51. 2005 — Плата за любовь — Файнштейн
52. 2006 — Контроль
53. 2006 — Блюз опадающих листьев — Яков Моисеевич
54. 2006 — Угон (2 серия «Бриллиантовые „Мерседесы“»)
55. 2007 — Прапорщик, или «Ё-моё» — Наум Иосифович
56. 2007 — Спартакиада. Локальное потепление — архивариус
57. 2008 — Спасите наши души — Штольц, профессор университета, заключённый в лагере
58. 2008 — Тушите свет — Борис Аронович
59. 2009 — Девичник — Эммануил Маркович Цвик, коллекционер
60. 2010 — А мама лучше! — дедушка Яши
61. 2011 — Мой папа Барышников — дедушка
62. 2011 — Папины дочки — Иванов, врач женской консультации
63. 2011 — Расплата — Марк Леонидович Гофман, профессор
64. 2012 — Воронины — Дмитрий Игоревич Лемперт, психиатр
65. 2012 — Четверг, 12 — профессор
66. 2012 — ЧС: Чрезвычайная ситуация 9 серия — Илья Аронович, сценарист
67. 2013 — Гагарин. Первый в космосе — профессор

### Киножурнал «Фитиль»
1. 1992 — Выпуск № 361 (новелла «Выезд из положения») — Марк Леонович

### Киножурнал «Ералаш»
1. 2003 — Выпуск № 157 (сюжет «Гипнотизёр»)[14] — учитель физики
2. 2005 — Выпуск № 187 (сюжет «Спящая красавица»)[15] — заморский лекарь
3. 2007 — Выпуск № 211 (сюжет «Соседи»)[16] — дядя Гриша

## Озвучивание мультфильмов
- 1980 — Свинопас — Придворный у Императора

## Участие в клипах
- 1997 — Лев Лещенко, Лицей; «Москвичи» («Сережка с Малой Бронной») — прохожий во дворе[17]

## Признание и награды
- Заслуженный деятель искусств России (2002)

## Книги
- И. Г. Рутберг. Пантомима: Первые опыты. М.: Советская Россия, 1972. — 96 с.
- И. Г. Рутберг. Пантомима: Опыты в аллегории. М.: Советская Россия, 1976. — 111 с.
- И. Г. Рутберг. Пантомима: Опыты в мимодраме. М.: Советская Россия, 1977. — 109 с.
- И. Г. Рутберг. Пантомима: Движение и образ. М.: Советская Россия, 1981. — 158 с.
- И. Г. Рутберг. Искусство пантомимы: пантомима как форма театра (учебное пособие для режиссёров театров и ансамблей пантомимы). Всесоюзный институт повышения квалификации работников культуры, 1989. — 125 с.
- И. Г. Рутберг. Искусство пантомимы: пантомима как форма театра. Учебное пособие для режиссёров театров и ансамблей пантомимы. В 2-х книгах. М.: Академия переподготовки работников искусства, культуры и туризма (АПРИКТ), 1997. — 125 с. и — 55 с.